# Brachystelma tenellum
Brachystelma tenellum là một loài thực vật có hoa trong họ La bố ma. Loài này được R.A.Dyer mô tả khoa học đầu tiên năm 1973.